# Nena observant als amants en un tren
Nena observant als amants en un tren (Little Girl Observing Lovers on a Train, també conegut com Travel Experience o Voyeur) és una pintura de l'il·lustrador estatunidenc Norman Rockwell. Va ser creada originalment per la portada del The Saturday Night Post el 12 d'agost de 1944.

## Antecedents
Rockwell va idear la pintura quan viatjava en tren amb militars i les seves famílies. Els models van posar per les fotos de referència en un vagó de ferrocarril no utilitzat en una secció del ferrocarril de Rutland. Rockwell es va disgustar amb l'àrea al voltant dels caps de la parella en el seu esbós que va portar a la pintura final i va cobrir l'àrea amb una fulla addicional de paper per aconseguir la parella correcta.

## Pintura
Nena observant als amants en un tren representa un vagó de tren de passatgers ple de gent. Es pot veure una jove parella sense rostre abraçada en un dels seients; tenen els caps junts i les cames s'entrellacen a sobre d'un equipatge al seient que mira directament davant d'ells. La jaqueta de la Força Aèria de l'Exèrcit de l'home penja per sobre de la parella. El focus de la pintura és una nena de sis anys al seient davant de la parella que està al costat de la seva mare. Desapercebuda per la parella, està agenollada al seu seient i els mira. Sembla que no li interessa el moment íntim. Al fons es veu el braç del revisor, amb un bitllet a la mà. El barret "Dixie Cup" d'un mariner de la Marina dels Estats Units i els cabells de la seva parella es veuen al seient darrere de la parella.
L'historiador de l'art popular Christopher Finch va trobar que la pintura era un bon exemple de l'estil madur de Rockwell i la va comparar amb una foto d'Henri Cartier-Bresson. L'esbós a llapis d'aquesta pintura es troba a la col·lecció personal de George Lucas i es va incloure a l'exposició del també cineasta Steven Spielberg el 2010 a l'Smithsonian American Art Museum.